# Souffel
La Souffel est un cours d'eau français dans le département du Bas-Rhin, en région Grand Est.

## Géographie
La Souffel prend sa source à Kuttolsheim et se jette dans l'Ill à La Wantzenau. Elle arrose notamment les communes de Griesheim-sur-Souffel et de Souffelweyersheim, à qui elle a donné une partie de son nom, ainsi que Reichstett. De 25,5 km de longueur.

## Affluents
Ses principaux affluents sont le Haltbach, le Plaetzerbach, l'Avenheimerbach et le Musaubach.

## Hydrologie
La Souffel possède un régime hydrologique de type océanique, caractérisé par une alternance de hautes eaux d'hiver (maximum en février) et de basses eaux d'été (minimum en septembre). Cependant, on constate que les débits de crue les plus élevés se situent en période estivale, parce que le bassin-versant est très sensible aux précipitations orageuses. À la station de mesures de Mundolsheim (la seule qui existe actuellement), le débit moyen annuel de la Souffel est peu élevé : 0,3 m3/s. Il est probable que ce débit soit un peu plus important plus en aval puisque la Souffel draine certainement la nappe phréatique de l'Ill dans ce secteur.

Les études de qualité des rivières montrent que les eaux de la Souffel, au niveau de Mundolsheim, sont de qualité médiocre en raison des valeurs critiques des paramètres matière organique, nitrates et phosphates. Ceci s'explique par le fait que la Souffel draine un bassin-versant marqué par une agriculture intensive. De plus, l'oxygénation des eaux se faisant mal, la capacité d'auto-épuration de la rivière ne suffit pas pour éliminer naturellement ces substances polluantes. Le rôle de la Souffel se limite actuellement à évacuer les effluents et les rejets des implantations riveraines.

## Hydronymie
Selon Michel Paul Urban, Suvela (Souffel), la « sapide », en raison de la sapidité de ses eaux légèrement sulfureuses. Source sulfureuse à Kuttolsheim : sous l'autel de l'actuelle chapelle Sainte-Barbe jaillit une source sulfureuse où venaient se baigner les personnes atteintes de maladies de peau.

## Histoire
C'est près de ses rives qu'a eu lieu la bataille de la Souffel les 28-29 juin 1815.